# Отмывание денег
Отмывание денег — придание правомерного вида владению, пользованию или распоряжению денежными средствами или иным имуществом, полученным в результате совершения преступления, то есть их перевод из теневой, неформальной экономики в экономику официальную для того, чтобы иметь возможность пользоваться этими средствами открыто и публично. В официальных документах именуется «легализация (отмывание) денежных средств или иного имущества, полученных преступным путём».
При этом форма денежных средств может меняться как с наличной на безналичную (например, через терминалы моментальной оплаты), так и наоборот (например, путём выигрыша в лотерею или покупки выигрышного лотерейного билета у законного владельца, в том числе за сумму, превышающую сумму выигрыша).

## Определение
При отмывании происходит скрытие истинного источника доходов, подмена реальных сделок формальными, искажается экономический смысл, при этом на начальном этапе отмывания средств могут подделываться документы, использоваться документы третьих лиц, для окончательной легализации средств используются нормы законов о добросовестном приобретателе и многие другие.
Часто утверждается, что этот термин появился в США в 1920-е годы, когда американская мафия стала скупать и массово открывать автоматические прачечные для легализации наличных денег, полученных преступным путём. В широкой сети мелких заведений с невысокими ценами, автоматами и большим числом клиентов очень трудно контролировать выручку, что позволяет добавлять к реальной выручке большие объёмы нелегально полученной наличности.
Однако американский автор Джефри Робинсон указывает, что это не так. Он говорит, что термин «отмывание денег» (англ. money laundering) впервые был употреблён британской газетой The Guardian во время Уотергейтского скандала в связи с незаконным финансированием избирательной кампании Ричарда Никсона.
В условиях глобализации для отмывания денег часто используются офшоры — страны «налогового рая», в банковских системах которых обеспечиваются анонимность и конфиденциальность бенефициаров.

## Этапы отмывания денег
Отмывание денег включает в себя три этапа:
1. «Размещение» — введение денежных средств в финансовую систему с помощью некоторых средств;
2. «Наслоение» — проведение сложных финансовых операций для маскировки незаконного источника денежных средств;
3. «Интеграция» — получение богатства, полученного от операций с незаконными средствами.

Некоторые из этих шагов могут быть пропущены, в зависимости от обстоятельств. Например, нет необходимости размещать денежные поступления, которые уже имеются в финансовой системе[уточнить].

## Борьба с отмыванием денег
(англ. anti money laundering, сокращённо AML)
Для создания эффективной системы борьбы с отмыванием денег необходимо взаимодействие между следующими органами:
- органами законодательной власти;
- органами исполнительной власти или министерствами;
- судебными органами;
- правоохранительными органами, включая полицию, таможенную службу и т. д.;
- подразделениями финансовой разведки;
- контрольно-надзорными органами, включая центральный банк, другие финансовые учреждения, определённые нефинансовые организации и специалистов.

Кроме того, необходимо взаимодействие между частными учреждениями, в частности банками и другими финансовыми учреждениями.
Для координирования международных усилий по борьбе с отмыванием денег в 1989 году на саммите «большой семёрки» в Париже была создана международная Группа разработки финансовых мер борьбы с отмыванием денег (ФАТФ; англ. Financial Action Task Force on Money Laundering, FATF).
После включения России в июне 2000 года в «чёрный список» ФАТФ был доработан проект закона, усиливающий противоотмывочные меры в финансовой системе страны, а в структуре Минфина в 2001 году был создан профильный орган — Комитет Российской Федерации по финансовому мониторингу (КФМ), который возглавил Виктор Зубков. В результате в октябре 2002 года Россия была исключена из «черного списка», а в июне 2003 — сама принята в состав ФАТФ.
В 2004 году КФМ был преобразован в Федеральную службу по Финансовому мониторингу (ФСФМ).
Группа «Эгмонт» — неформальное объединение подразделений финансовой разведки (ПФР) мира, занимающееся в том числе и борьбой с отмыванием денег.
В 2006 году власти Европейского Союза объясняли необходимость декларирования наличной валюты гражданами, пересекающими границы Евросоюза и США, борьбой с терроризмом и отмыванием денег.
7 мая 2012 года Владимир Путин издал Указ № 596 «О долгосрочной государственной экономической политике», предусматривающий разработку Законопроекта, направленного на деофшоризацию экономики России. Разработка законопроекта была поручена Росфинмониторингу.
Многие банки, в том числе и российские, активно используют принцип «Знай своего клиента». Таким образом, банк уменьшает риски вовлечения в сделки своих клиентов, связанных с легализацией (отмыванием) доходов или финансированием терроризма, которые угрожают репутации банка. Банк интересуется происхождением денежных средств клиента, чтобы убедиться в том, что капитал не имеет преступного происхождения и не используется в преступных целях.

## Отмывание денег в СССР и Российской Федерации
С конца 1980-х годов в СССР, а затем и в Российской Федерации, схемы по «отмыванию денег» пользуются куда меньшей популярностью, чем так называемая «обналичка». Специалисты в банковской сфере связывают это с тем, что происхождение капиталов, полученных незаконным путём, не вызывает интереса ни государства, ни российских правоохранительных органов, ни граждан, соответственно, не требуется и легализация (отмывание) капиталов.
Основным финансовым инструментом противодействия легализации денежных средств является финансовый мониторинг. Финансовый мониторинг связан с обязательными процедурами внутреннего контроля в части законности проведения финансовых операций, а также с деятельностью организаций, осуществляющих операции с имуществом или денежными средствами, по выявлению операций, подлежащих обязательному контролю, и иных операций с денежными средствами или имуществом, связанных с противодействием отмыванию денежных средств и финансированию терроризма.